# إيرني كوب
إيرني كوب (بالإنجليزية: Ernie Cope)‏ هو سائق سباق أمريكي، ولد في 17 يوليو 1969 في تاكوما في الولايات المتحدة.

## وصلات خارجية
- إيرني كوب على موقع Racing-Reference.info (الإنجليزية)